# Hohenbergia urbaniana
Hohenbergia urbaniana là một loài thực vật có hoa trong họ Bromeliaceae. Loài này được Mez mô tả khoa học đầu tiên năm 1900.